# Vela (apellido)
El apellido Vela es un antiquísimo apellido navarro-aragonés de origen visigodo, establecido en el norte de la península ibérica con la invasión visigoda de Hispania. Etimológicamente es un derivado de Veila, diminutivo del nombre germánico Vigila (Wigila). 
El nombre dio origen a sus apellidos patronímicos: Vélez, Vélaz y Véliz. 

## Etimología
Del nombre germánico Vigila/Vegila aparece Veila y luego Vela, por pérdida de la "g" fricativa y unión de las dos "i" en una "i" larga, que los godos pronunciarían "ei" y "e". Un conde con ese nombre aparece el año 510 en la corte del rey Gesaleico, de cuya muerte se tienen noticias en Barcelona: comes uero Veila Barcinone occiditur.

A Wigila se le ha añadió el sufijo diminutivo gótico -ila (-𐌹𐌻𐌰), común en los nombres de reyes godos o en los de Asturias, como son Froila (de Frowin) o Favila. El nombre Wigila se documenta en la Gotia de la Marca Hispánica, además de Vigila, como Vegelane, Wigilane o Wigilus, entre otros.
Así Wigila viene del nombre Wiginanth o Wignant, del que también procede Wigelo o Wigilo, en alemán moderno Weigel. En las obras escritas en latín por los eruditos alemanes apellidados Weigel (años 1500-1700), este apellido aparece con la forma Vigelius, similar y de la misma raíz Wig/Vig (combate, batalla) que Vigilanus, monje redactor de la Crónica albeldense Codex Conciliorum Albeldensis seu Vigilanus.
 Vela/Veila es pues el diminutivo (romance) de Wigila, una variante de Weigel.
Pese a que algunos autores han relacionado erróneamente este apellido con el vascuence Bele (cuervo), la academia de la lengua vasca indica con razón que Vela/Bela es una variante medieval de Beila, nombre surgido del visigodo Vigila.

## Historia
La primera familia de este apellido conocida fue la Familia de los Vela, de Álava, mientras la primera fuente genealógica que alude al apellido, ubica su solar antiguo en el reino de Navarra.
Un claro ejemplo de la evolución escrita del apellido aparece, por ejemplo, en el linaje de la familia condal alavesa de los Velas o Vélaz de Guevara, cuyo origen se remonta al siglo IX.

## Órdenes militares
En el siglo XVI, la gran documentación Castellana sobre Órdenes militares, de Hidalgúia y otra serie de documentos, probaron que hubo personas apellidadas Vela residentes en Ávila, descendientes supuestamente de los nobles alaveses de la familia Vela, de donde procederían Fray Pedro Núñez de Bela, Comendador de Camazela y Caballero de Alcántara en 1338, como Blasco Núñez de Vela, que fue virrey del Perú y posiblemente el primer Vela que pisó el Nuevo Mundo en 1544 y que sería mandado allí por orden expresa de Carlos I de España para aplicar las Leyes Nuevas, un compendio de leyes que protegían a los indígenas de los encomenderos, acabaría muerto en la batalla de Iñaquito tras intentar recuperar el poder tras haber sido destituido por la Real Audiencia de Lima. Así mismo, desde los siglos XVI o XVII en Cantabria y País Vasco hubo también familias Velas en varias localidades, a destacar Oreña, Bostronizo, Villasuso, Arce y Quijas en Cantabria o Durango, Bilbao, Vitoria, San Sebastián, Iruraiz-Gauna y Laguardia en el País Vasco.
A lo largo de los siglos XVII hasta el XIX, en la Orden de Calatrava Orden de Santiago, Orden de Alcántara, y Orden de San Juan de Jerusalén hubo varios Velas de toda Castilla que probaron su nobleza. De igual forma probaron su nobleza ante las Reales Chancillerías de Valladolid y Granada. Fueron una gran cantidad de hidalgos apellidados Vela los que probaron su nobleza a lo largo de la Edad Moderna de España, desde el XVI al XIX. Para ejercer cargos en el Santo Oficio de la Inquisición, ocurre exactamente lo mismo, hay un gran número de personas con este apellido que participaron en ésta. Pero se documentan dos casos llamativos de personas apellidadas Vela naturales de dos ciudades de América, uno de Lima, en el Virreinato del Perú, para ostentar el cargo de familiar de la Inquisición y otro de la Ciudad de México como genealogista, ambos probaron nobleza a finales del siglo XVII, esto demuestra que el apellido Vela radicó con éxito allí, tras la llegada de los primeros Vela a América. Se documentan otros Vela miembros de la Inquisición procedentes de Valladolid, de Valencia, de Jaén y de Córdoba.
En el siglo XIV, del mismo modo que los Velas se extendieron por Aragón desde sus inicios, lo hicieron por Castilla. Diego Vela, procedente de Añón (Zaragoza) o José Vela, de Trasmoz, probarían su nobleza mediante el «proceso de Infanzonía», en la Real Audiencia de Aragón.
Según el Instituto Nacional de Estadística de España el lugar en el cual el apellido tiene más frecuencia (aunque no más habitantes con este apellido) es en el Reino de Aragón. En la actualidad hay unas 33.678 personas censadas con el apellido Vela en España. Las provincia en España donde hay más hombres y mujeres apellidados Vela por nacimiento y residencia por km² es en Zaragoza. En las ciudades españolas que hay más personas apellidadas Vela son en las que hay más habitantes, Sevilla (13,42%), Madrid (13,06%), Barcelona (10.79%), Cádiz (8.50%), Zaragoza (7.85%), Málaga (5.63%), Valencia (4.61%) y Ciudad Real (3.47%). En Italia las regiones con más personas con el apellido Vela son Campania, Lazio, Sicilia y Piamonte.

## Escudos de armas
Un apellido puede tener varios linajes nobiliarios, sin embargo uno puede ser el más antiguo y de ese mismo linaje surgir otros o, en cambio, surgir linajes paralelos con un mismo apellido, como suele ocurrir con los apellidos patronímicos como podría ser el caso de Vela. Cada linaje de este apellido posee un escudo o blasón. Estos son los blasonados de los distintos linajes:
- En campo de azur, un brazo armado, de plata, moviente del flanco siniestro del escudo, soteniendo una vela de plata con la llama de oro; bordura de plata, con esta leyenda en letras de sable; «Quién bien vela, Vela».[24]
- Linaje de Aragón: En campo de oro, cuatro bastones de gules. Bordura de azur con ocho cruces de San Juan de Jerusalén de plata.
- Linaje de Cataluña: En campo de azur, tres fajas ondeadas de gules.
- En Ávila hay hasta tres linajes:
  - En campo de sinople, una vela de plata encendida. Bordura de plata (u oro), con esta leyenda en letras de sable: «Quien bien vela todo se le revela».
  - En campo de oro, tres fajas de azur.
  - En campo de azur, un losange de plata, cargado de un águila (volante) de sable y cantonado de un hacha o vela de plata, ardiendo con luz de oro.
- Linaje de Galicia: En plata, un árbol de sinople y alzado a su diestra un jabalí, de sable y colgada a su siniestra una caldera, de sable.
- Linaje de Extremadura En oro, un puente de sinople, de tres arcos.
- Escudo partido: 1.º, en campo de oro, tres fajas de gules, y 2.º, en campo de plata, tres órdenes de veros de sable.
- En campo de sinople, un brazo que sujeta una vela de oro, encendida de gules. Bordura de azur.
- En campo de gules, un brazo armado moviente del flanco siniestro que sostiene en la mano una vela encendida.
- En gules, un castillo, de plata, rodeado de un foso.
- En oro, cinco roeles, de gules, puestos en aspa.
- En azur, dos estrellas de plata, puestas en faja, en el jefe.
- Hay dos linajes con el apellido Vela de Almazán radicados en Baeza:
  - Este blasón presenta una unión entre el apellido Vela y Almazán: Escudo partido: 1.º, en campo de azur, un brazo armado al natural, moviente del flanco siniestro con la mano de carnación que sujeta una vela de plata, alumbrada de oro, y bordura de plata con el lema «Quién bien vela, Vela», en letras de sable (Vela) y 2.º, y 3.º, en campo de plata, una cruz de Calatrava de sable; brochante de sobre los cuatro cuarteles una estrella de ocho puntas de oro, y bordura de gules con ocho aspas de oro (Almazán).
  - El segundo blasón de Vela de Almazán: En campo de sinople, una banda, de oro, engolada en dragantes del mismo metal.
- Vela de Torres: Contrapalado de azur y plata.
- Los linajes que utilizaron el apellido con grafía Bela:
  - En campo de plata, un gallo, de gules, Bordura de sinople, con cuatro veneras, de plata.
  - En campo de gules, tres bandas (o fajas) de oro.[17]